# Yōko de Mikasa
Yōko de Mikasa (em japonês: 瑶子女王; Tóquio, 25 de outubro de 1983) é um membro da Casa Imperial do Japão e a filha mais nova do príncipe Tomohito de Mikasa e da princesa Nobuko de Mikasa.

## Biografia
A princesa Yōko é a segunda filha do falecido príncipe Tomohito de Mikasa e de sua esposa, a princesa Nobuko de Mikasa. Sua irmã mais velha é a princesa Akiko de Mikasa, nascida em 1981.
A princesa é graduada pelo Departamento de Relações Exteriores da Faculdade Feminina de Gakushuin. Em outubro de 2003, ela atingiu a maioridade e passou a poder desempenhar deveres públicos como princesa imperial.
Praticante desde criança da tradicional arte marcial japonesa de kendō, Yōko foi selecionada, em 2005, para participar de torneios de exibição na França e na Alemanha, bem como durante a Expo 2005 ocorrida na província de Aichi. Subsequentemente, ela tem estado ativa em várias atividades voluntárias, em especial na Sociedade da Cruz Vermelha Japonesa, desde dezembro de 2006.
Em 6 de junho de 2012, o pai da princesa, o Príncipe Tomohito, faleceu vítima de falência múltipla dos órgãos, após sua longa batalha contra o câncer. Seu funeral xintoísta ocorreu no cemitério imperial de Toshimagaoka, em Tóquio.

## Títulos e tratamentos
- 25 de outubro de 1983 — presente: Sua Alteza Imperial a princesa Yōko de Mikasa